# Franconia Airport

i7
i11
i13
Der Franconia Airport (FAA-Identifier 4C4) ist ein Flugplatz in Franconia im Grafton County im Norden von New Hampshire, einem der Neuenglandstaaten der USA. Er wurde im Mai 1947 eröffnet, steht der allgemeinen Luftfahrt offen und befindet sich in Privatbesitz. Im New Hampshire State Airport System Plan ist er als Basic Airport eingeordnet, der von den meisten einmotorigen Flugzeugen benutzt werden kann. Der größte Teil der Flugbewegungen entfällt auf Segelflug. Franconia Airport ist Sitz der Franconia Soaring Association, einem örtlichen Segelflugverein, der Ausbildung anbietet, und ein Zentrum des Segelfluges im Gebiet der White Mountains.

## Lage
Das Flugfeld liegt im Nordwesten der White Mountains in etwa 1,9 Kilometer Entfernung südlich des Ortes Franconia. Erschlossen wird der Platz über die New Hampshire State Route 116. Der Interstate 93 ist etwa vier Kilometer entfernt.

## Anlage
Das Flugfeld besteht aus Gras. Der Anflug ist ausschließlich nach Sicht möglich. Es gibt Abstellplätze mit Verankerungen, keine weiteren Versorgungs-, Wartungs- oder Reparaturkapazitäten.

## Flugbewegungen
Zum Zeitpunkt der Erfassung (2018) war der Flugverkehr überwiegend lokal. 200 Zwischenlandungen standen 2300 vor Ort startende und/oder landende Flüge gegenüber, dabei waren auf dem Platz zwei einmotorige Flugzeuge und zehn Segelflugzeuge stationiert (Stand 2023).